# 溫尼伯噴射機
溫尼伯噴射機隊（Winnipeg Jets）是位於加拿大曼尼托巴省溫尼伯市的國家冰球聯盟隊伍，隸屬於西部联盟中央分區。
1999年，溫尼伯噴射機隊成立，其前身為亞特蘭大鶇鳥隊（Atlanta Thrashers）；於2011年5月，遷至溫尼伯。在更早之前溫尼伯也曾有過另一隊「噴射機隊」，但在1996年遷往美國鳳凰城成為鳳凰城郊狼隊。

## 外部連結
- 官方网站